# Esuka & Rojī no Atorie ～Tasogare no Sora no Renkinjutsushi～
Esuka & Rojī no Atorie ～Tasogare no Sora no Renkinjutsushi～ (en japonès, エスカ＆ロジーのアトリエ ～黄昏の空の錬金術士～; distribuït internacionalment en anglès com a Atelier Escha & Logy: Alchemists of the Dusk Sky) iés un videojoc de rol japonès desenvolupat per Gust Co. Ltd.. Amb el codi "A15", és el 15è joc oficial de la saga Atelier i la segona entrega de la història d'Els alquimistes del cel. Hidari continua sent el dissenyador de personatges i el joc funciona amb el motor LTGL. Es va llançar al Japó el 27 de juny de 2013.
En japonès el títol és Escha to Logy, que fa referència a l'escatologia, l'estudi de la fi del món, la història humana o l'època actual.
Entre el 10 d'abril i 26 de juny de 2014 es va emetre una adaptació a l'anime de Studio Gokumi. La sèrie de 12 capítols es va subtitular al català amb el títol d'Atelier Escha i Logy: Els alquimistes del cel a càrrec de Coalise Estudio, que va llançar-lo el 4 de desembre de 2020 en DVD, Blu-ray i a la carta.
El gener de 2015 es va publicar una versió per a PlayStation Vita que va incloure nous personatges jugables i enemics i nous moments de la història.
Un port millorat del joc titulat Esuka & Rojī no Atorie ～Tasogare no Sora no Renkinjutsushi～ Derakkusu per a Nintendo Switch i PlayStation 4 es va llançar el 25 de desembre de 2019 al Japó, i el 14 de gener de 2020 a Occident juntament amb un llançament addicional de Microsoft Windows a tot el món.

## Llista d'episodis de l'anime
| Núm. | Títol | Data d'emissió original |
| ---- | --- | ----------------------- |
| 1    | «Benvinguts al taller!» Transliteració: «Yōkoso atorie e!» (japonès: ようこそアトリエへ！)                                        | 10 d'abril de 2014      |
| 2    | «Què és una bruixa?» Transliteració: «Mahōtsukai tte nan desu ka?» (japonès: 魔法使いってなんですか？)                            | 17 d'abril de 2014      |
| 3    | «Jo també puc lluitar!» Transliteració: «Watashi datte tatakaimasu!» (japonès: 私だって戦います！)                                | 24 d'abril de 2014      |
| 4    | «Una bota! una cua!» Transliteració: «Taru desu! Shippo desu!» (japonès: たるです！しっぽです！)                                  | 1 de maig de 2014       |
| 5    | «Soc mentora!» Transliteració: «Watashi, senpai ni narimashita!» (japonès: 私、先輩になりました！)                                | 8 de maig de 2014       |
| 6    | «Quines postres són més bones?» Transliteració: «Oishī dezāto do~re da?» (japonès: おいしいデザートど～れだ？)                    | 15 de maig de 2014      |
| 7    | «Quin enrenou amb la Linca!» Transliteració: «Nani ga nan da ka Rinka-san!» (japonès: なにがなんだかリンカさん！)                 | 22 de maig de 2014      |
| 8    | «Quina calor! De viatge als banys termals» Transliteració: «Atsu-atsu? Onsen ryokō desu!» (japonès: アツアツ？温泉旅行です！)     | 29 de maig de 2014      |
| 9    | «Em roben els somnis!» Transliteració: «Gān! Yume ga torarechau!» (japonès: ガーン！夢がとられちゃう！)                           | 5 de juny de 2014       |
| 10   | «No us rendiu!» Transliteració: «Akiramenaide!» (japonès: あきらめないで！)                                                       | 12 de juny de 2014      |
| 11   | «Les ruïnes inexplorades que sempre he somiat!» Transliteració: «Akogare no mitō iseki desu!» (japonès: あこがれの未踏遺跡です！) | 19 de juny de 2014      |
| 12   | «És una promesa!» Transliteració: «Watashi-tachi no yakusoku desu!» (japonès: 私たちの約束です！)                                 | 26 de juny de 2014      |